# Henry Howard (1. hrabia Northampton)
Henry Howard KG (ur. 25 lutego 1540, zm. 15 czerwca 1614 w Londynie) – angielski arystokrata, drugi syn Henry’ego Howarda, hrabiego Surrey, i lady Frances de Vere, córki 15. hrabiego Oxford. Młodszy brat 4. księcia Norfolk.
Pierwsze nauki pobierał u Johna Foxe’a, później jego edukacją zajmował się John White, biskup Lincoln. Następnie Henry uczęszczał do King’s College i Trinity Hall na Uniwersytecie Cambridge. Tam otrzymał w 1564 r. tytuł magistra sztuk. W 1568 r. otrzymał analogiczny tytuł na uniwersytecie w Oksfordzie.
Kiedy w 1571 r. wyszedł na jaw spisek przeciwko królowej Elżbiecie I, który miał wprowadzić na tron królową Szkotów Marię Stuart, Henry Howard utracił łaski królowej. Było to spowodowane odkryciem korespondencji między Marią a Henrym i planami mariażu królowej z księciem Norfolk. Henry znalazł się w więzieniu. Po odzyskaniu wolność wyruszył do Włoch. Starał się odzyskać łaski królowej, ale jego listy pozostawały bez odpowiedzi, a oferta wzięcia udziału w walce z hiszpańską Armadą w 1588 r. została odrzucona.
Wkrótce Henry nawiązał porozumienie z dwoma najbardziej wpływowymi ludźmi na dworze Elżbiety – Robertem Cecilem i lordem Essexem. Dzięki ich staraniom Henry mógł w 1600 r. powrócić na dwór królewski. Razem z Cecilem opowiadał się za kandydaturą Jakuba VI Szkockiego na tron angielski przez co popadł w konflikt z sir Walterem Raleighem. Howard próbował go skompromitować ujawniając jego korespondencję z Hiszpanami, ale królowa Elżbieta nie dała się przekonać.
Po śmierci Elżbiety w 1603 r. na tronie zasiadł Jakub I. Henry szybko stał się jednym z najważniejszych doradców nowego monarchy. Jeszcze w roku wstąpienia Jakuba na tron Henry został członkiem Tajnej Rady. 1 stycznia 1604 r. został lordem strażnikiem Pięciu Portów. 13 marca został kreowany hrabią Northampton i baronem Marnhull. 24 lutego 1605 r. został kawalerem Orderu Podwiązki, a 29 kwietnia 1608 r. otrzymał stanowisko lorda tajnej pieczęci. W 1609 r. został wybrany Wielkim Stewardem Uniwersytetu w Oksfordzie, a w 1612 r. kanclerzem Uniwersytetu w Cambridge. W tym samym roku został pierwszym komisarzem Skarbu.
Northampton był jednym z sędziów w procesach Raleigha i Cobhama. W 1603 r., Guya Fawkesa w 1605 r. i Henry’ego Garneta w 1606 w 1604 r. uczestniczył w negocjacjach pokojowych z Hiszpanią. Od tamtego czasu otrzymywał od dworu hiszpańskiego pensję w wysokości 1000 funtów.
Aby umocnić swoją pozycję na dworze Northampton doprowadził do ślubu swojej kuzynki, Frances Howard, z królewskim faworytem, Robertem Carrem. Sprzeciwiającego się temu małżeństwu sir Thomasa Overbury’ego kazał uwięzić w Tower of London i najprawdopodobniej otruć. Sprawa wyszła na jaw dopiero po śmierci Northamptona.
Jeszcze przed śmiercią, w 1614 r., Northampton doradzał królowi aby nie zwoływał parlamentu, a kiedy król nie posłuchał opowiadał się za jego rozwiązaniem. Zmarł 15 czerwca 1614 r. i został pochowany w kaplicy zamku Dover. Najprawdopodobniej umarł jako katolik. Nigdy się nie ożenił i nie pozostawił potomstwa. Jego tytuły wygasły wraz z jego śmiercią.
Northampton uznawany jako za jednego z najbardziej bezwzględnych i pozbawionych skrupułów ludzi swojej epoki. Nie można mu jednak odmówić licznych zasług na polu nauki i kultury. On to ufundował Northumberland House w Londynie i nadzorował budowę Audley End House. Ufundował również wiele szpitali na terenie Londynu.
Sam był również autorem licznych dzieł i pism, m.in.:
- Treatise of Natural and Moral Philosophy z 1569 r., manuskrypt jest obecnie przechowywany w Bodleian Library
- pamflet popierający małżeństwo Elżbiety I z księciem Andegawenii z 1580 r.
- A Defensative against the Poyson of supposed Prophecies, napisany w więzieniu w 1583 r.
- odpowiedź na pamflet potępiający władzę kobiet z 1589 r.
- Duello Foiled
- tłumaczenie ostatnich rad Karola V dla Filipa II